# 울산학성이씨근재공고택
울산학성이씨근재공고택(蔚山鶴城李氏謹齋公古宅)은 울산광역시 울주군 웅촌면에 있는 조선시대의 고택이다. 1997년 10월 9일 울산광역시의 문화재자료 제3호로 지정되었다.

## 개요
학성 이씨 파종가집(서면파)으로 시조인 이예(李藝)의 11손 이의창(李宜昌)이 지었다. 고종 때 이의창의 증손인 이장찬이 고쳐 지었고 1934년경 다시 전체적으로 고쳐 지었는데, 이후로도 여러 차례 보수를 거쳐 오늘에 이르고 있다.
석천마을 한 가운데 자리잡은 이 집은 문간채, 사랑채, 곳간채, 별당채, 안채 등과 조상의 위패를 모신 사당을 갖추고 있다.
문간채는 대문에 딸린 건물이고 사랑채는 작은 규모로 지붕은 옆면에서 볼 때 여덟 팔(八)자 모양을 한 팔작지붕이다.
생활공간을 나눈 영역 분리가 명료하고 독립된 사당을 갖추고 있어 조선시대 상류층 종가의 면모를 보여 주는 집이다.
이 고택은 3.1독립운동을 주도했던 이재락 의사가 살았던 곳이었으며, 또한 이곳은 울산 유림들의 독립자금 모금활동 시 모여서 논의를 하던 곳이기도 했다.

## 현지 안내문

### 한글 설명
울산학성이씨근재공고택 
蔚山鶴城李氏謹齋公古宅 
울산광역시 문화재자료 제3호 

이 고택은 임란공신壬亂功臣 이겸익李謙益의 후손인 근재공 이의창李宜昌, 1725~1781년이 1765년영조 41에 웅촌면 대대리에서 지금의 위치로 옮겨 세운 것이다. 조선 고종 때 한 차례 고치고, 1934년에 안채와 사랑채 등이 대대적으로 중수 되었다. 현재 건물은 사랑채, 안채, 사당, 아래채, 중문간 및 곳간채, 외양간, 대문간채 등이 남아있다.
사랑채와 안채 사이가 중문中門과 담으로 나누어져 있으며, 사랑채 앞으로 행랑채와 행랑마당일명 작업마당을 둔 조선후기 부농형富農型 상류주택의 특징을 잘 보여준다. 그리고 안채 뒤에는 별도로 담을 두른 사당이 있고, 안채와 사랑채에서 조산朝山인 벼락띵이산일명 병풍산이 보이도록 하였다.

### 영문 설명
Geunjaegong Historic Hose of the Hakseong Yi Clan, Ulsan 
Ulsan Cultural Heritage Material No. 3

This house was originally built in Daedae-ri, Ungchon-myeon. It was moved to its current location in 1765 (the 41st year of King Yeongjo’s reign) by Geunjaegong Yi Ui-chang (1725-1781), a descendant of Yi Gyeom-ik, who was designated as a meritorious retainer for his role during the Japanese invasion in the late 16th century. The house was repaired during the reign of King Gojong (1863-1907). In 1934, the men’s and women’s quarters were renovated. 
At present, Yi Ui-chang’s Historic House is composed of many rooms including the men’s and women’s quarters, the quarters beside the courtyard, a barn, and a walled shrine. The middle gate and walls were built between the men’s quarters and the women’s quarters. The house is typical of rural upper-class residences of the late Joseon Period (1392-1910) since it has haengnangche (servants’ quarters) and its yard in front of the sarangchae. The house was designed to afford people in the women’s and men’s quarters a commanding view of Byeongpungsan Mountain in accordance with the principles of Feng Shui.

## 참고 자료
- 울산학성이씨근재공고택 - 국가유산청 국가유산포털